# Polyplectron
Polyplectron es un género  de aves galliformes de la familia Phasianidae que contiene ocho especies conocidas vulgarmente como espoloneros.  Los machos tienen variaciones de montaje del plumaje,  mientras las hembras tienen colores mucho más discretos. Se distribuye en bosques del sudeste de Asia. Tienen una longitud entre 56 a 76 cm
Todas las especies se encuentran en la India o Sumatra. La hembra es más pequeña que el elegante macho, y sus ocelos negros con el borde blanco son más pequeños y escasos que los de este. Son aves reservadas aunque ruidosas, y se alimenta de granos, frutos, bayas e insectos. La hembra pone de 2 a 6 huevos en un nido en el suelo, y los incuba durante unos 21 días
La sistemática del género no es clara.  Las especies de Polyplectron evolucionaron en algún momento entre el Plioceno Superior y el Pleistoceno Medio (hace 5-1 millones de años).
Polyplectron malacense, morfológicamente algo aberrante y su especie hermana P. schleiermacheri forman una radiación basal alrededor del mar de la China Meridional junto con P. napoleonis, como se ha confirmado por comparación de biogeografía y de mtDNA citocromo b y D-loop tanto como el ADN nuclear ovomucoide intrón G (Kimball et ál. 2001).
Las relaciones de otras formas están pobremente entendidas. P. germaini y P. bicalcaratum son similares en morfología y cercana parapatría; los datos moleculares sugieren que el último es un simplesiomorfo, pero sin mucha confidencia. En algún caso, las spp. bronceada insular o peninsular chalcurum y inopinatum  no parecen derivar de un evento de aislación, y parece que obtuvieron las subcoloraciones independeintemente.  La tendencia en este género es perder, más que ganar,  los pronunciados dimorfismo sexual es mejor entendido por los datos biogeográficos y moleculares que por alternado escenario.(Kimball et ál. 2001)

## Especies
- Polyplectron napoleonis - espolonero de Palawan
- Polyplectron malacense - espolonero malayo
- Polyplectron schleiermacheri - espolonero de Borneo
- Polyplectron germaini - espolonero de Germain
- Polyplectron bicalcaratum - espolonero chinquis
- Polyplectron katsumatae - espolonero de Hainan[2]  - En 2010, el IOC World Bird List siguiendo a JeanThéodore Delacour incluye al faisán pavo de Hainan como especie independiente, ya que esta especie había sido catalogada históricamente como una subespecie de Polyplectron bicalcaratum.
- Polyplectron chalcurum - espolonero colibronceado
- Polyplectron inopinatum - espolonero de Rothschild